# Lanty
Lanty település Franciaországban, Nièvre megyében. Lakosainak száma 122 fő (2022. január 1.). Lanty Sémelay, Avrée, Rémilly és Savigny-Poil-Fol községekkel határos.

## Népesség
A település népességének változása:
| Lakosok száma | 127  | 124  | 123  | 122  | 118  | 116  | 113  | 118  | 122  |
|               | 2013 | 2015 | 2016 | 2017 | 2018 | 2019 | 2020 | 2021 | 2022 |